# Ryutaro Iio
Ryutaro Iio (født 30. januar 1991) er en japansk fodboldspiller, som spiller for den japanske fodboldklub Vegalta Sendai.